# Alberto Oreamuno Flores
Alberto Oreamuno Flores, född 1905 i Cartago, död 1980, var en costaricansk politiker och professor i medicin. Han var Costa Ricas vicepresident från 1949 och 1953, under Otilio Ulate Blancos presidentperiod.